# Instalaciones deportivas de Tajonar
Las Instalaciones deportivas de Tajonar, oficialmente ciudad deportiva de Tajonar (en euskera: Taxoare Kirol Gunea), es el complejo deportivo donde el Club Atlético Osasuna desarrolla su actividad deportiva. Localizado en las afueras del sur de Pamplona, en Tajonar (Aranguren), el centro fue abierto en julio de 1982 por el entonces presidente del club Fermín Ezcurra. El equipo femenino y los equipos juveniles del club también juegan en Tajonar.

## Historia
En la temporada 1980-81 con Fermín Ezcurra como presidente, se compraron 80 000 metros cuadrados de terreno en Tajonar con la financiación de Caja Ahorros. Posteriormente se realizó la construcción y la edificación del complejo deportivo, obras que duraron un año. Durante el paso de los años El complejo de Tajonar ha sido reformado en numerosas ocasiones. Con Javier Garro como presidente se construyó un campo artificial y después con Juan Luis Irigaray se elaboró el gimnasio. En el año 2000 se invirtió en la construcción de los campos Enrique Martín, Pablo Orbaiz y Javier López Vallejo. Además se levantaron dos torres de iluminación en uno de los campos de hierba natural, donde normalmente se entrena el club y juega sus partidos oficiales el Osasuna Promesas. En la temporada 2002-03 se modificó el gimnasio. Uno de los campos de tierra se transformó a hierba natural, se cambiaron los banquillos de los dos campos de hierba y en la temporada 2004-05 se asaltaron todos los accesos a las instalaciones.

### Proyecto de ampliación
Osasuna presentó el 10 de septiembre de 2024 un proyecto de ampliación de la Ciudad Deportiva de Tajonar. Este incluye un estadio con capacidad para 2800 espectadores, dos campos de césped natural, dos de césped artificial y un edificio de dos plantas para el primer equipo y oficinas. El proyecto, que costará 18 millones de euros y se financiará en parte con el préstamo CVC de LaLiga, se llevará a cabo en terrenos recuperados por el club en 2021. Además, se construirá un aparcamiento para 600 vehículos y un bar. Tajonar contará con un total de 12 campos de fútbol. Las obras comenzarán en 2025 y terminarán en 2027.

## Instalaciones
- 2 campo de hierba natural.
- 5 campos de hierba artificial.
- 1 campo de entrenamiento de porteros
- Piscina y un parque de agua.
- Centro de servicio con gimnasio.

## Principales jugadores formados en Tajonar
- Javi Martinez
- César Azpilicueta
- Raúl García
- Nacho Monreal
- Álex Berenguer
- Mikel Merino